# Iszlai Bence
Iszlai Bence (Veszprém, 1990. május 29. –) magyar labdarúgó, a Diósgyőri VTK középpályása.

## Pályafutása

### Klubcsapatokban
Iszlai szülővárosának csapatában, a Veszprémben kezdte pályafutását, 2008 nyarán igazolt az élvonalba akkor feljutó Szombathelyi Haladáshoz. Az ezt követő években fokozatosan kapott egyre több lehetőséget a vasi csapatban, amelynek egyre inkább meghatározó játékosává vált. 2015 tavaszán Szentes Lázár vezetőedző döntése értelmében ideiglenes fegyelmi okok miatt kikerült az első csapat keretéből. A szezon végén ugyan lejárt a szerződése és több más élvonalbeli csapat is érdeklődött utána, végül maradt a szombathelyi klub játékosa és új, kétéves kontraktust írt alá. A következő két szezonban 58 bajnoki mérkőzésen lépett pályára az élvonalban, majd 2017 nyarán, miután szerződését már nem hosszabbította meg, csapatot váltott és a Mezőkövesd játékosa lett.
A 2017–18-as szezonban alapembere volt a csapatnak, azonban 2018 nyarán elszakadt a keresztszalagja a Paks elleni bajnoki mérkőzésen, ezért több hónapos kihagyásra kényszerült. Az idény során mindössze nyolc bajnokin lépett pályára sérüléséből visszatérve. 2019 nyarán felbontotta szerződését a csapattal, majd a Diósgyőri VTK-ban folytatta pályafutását.

### A válogatottban
Többszörös utánpótlás válogatott, 2008-ban tagja volt az U19-es Európa-bajnokságon bronzérmes magyar csapatnak.

## Statisztika
| Klub                 | Szezon | Bajnokság     | Bajnokság | Országos kupa | Országos kupa | Ligakupa      | Ligakupa | Nemzetközi kupa | Nemzetközi kupa | Összesen      | Összesen |
| Klub                 | Szezon | Pályára lépés | Gól       | Pályára lépés | Gól           | Pályára lépés | Gól      | Pályára lépés   | Gól             | Pályára lépés | Gól      |
| -------------------- | ------ | ------------- | --------- | ------------- | ------------- | ------------- | -------- | --------------- | --------------- | ------------- | -------- |
| Veszprém             |        |               |           |               |               |               |          |                 |                 |               |          |
| 2007–08              | 22     | 2             | 2         | 1             | –             | –             | –        | –               | 24              | 3             |          |
| Összesen             | 22     | 2             | 2         | 1             | 0             | 0             | 0        | 0               | 24              | 3             |          |
| Szombathelyi Haladás |        |               |           |               |               |               |          |                 |                 |               |          |
| 2008–09              | 5      | 0             | 0         | 0             | 7             | 0             | –        | –               | 12              | 0             |          |
| 2009–10              | 15     | 0             | 2         | 0             | 4             | 2             | 2        | 0               | 23              | 2             |          |
| 2010–11              | 7      | 1             | 1         | 0             | 4             | 0             | –        | –               | 12              | 1             |          |
| 2011–12              | 24     | 1             | 2         | 0             | 0             | 0             | –        | –               | 26              | 1             |          |
| 2012–13              | 27     | 5             | 2         | 0             | 1             | 0             | –        | –               | 30              | 5             |          |
| 2013–14              | 25     | 0             | 3         | 0             | 7             | 0             | –        | –               | 35              | 0             |          |
| 2014–15              | 25     | 1             | 1         | 0             | 1             | 0             | –        | –               | 27              | 1             |          |
| 2015–16              | 28     | 2             | 3         | 1             | –             | –             | –        | –               | 31              | 3             |          |
| 2016–17              | 30     | 6             | 1         | 1             | –             | –             | –        | –               | 31              | 7             |          |
| Összesen             | 186    | 16            | 15        | 2             | 24            | 2             | 2        | 0               | 227             | 20            |          |
| Mezőkövesd           |        |               |           |               |               |               |          |                 |                 |               |          |
| 2017–18              | 22     | 1             | 0         | 0             | –             | –             | –        | –               | 22              | 1             |          |
| 2018–19              | 8      | 0             | 2         | 0             | –             | –             | –        | –               | 10              | 0             |          |
| Összesen             | 30     | 1             | 2         | 0             | –             | –             | –        | –               | 32              | 1             |          |
| Karrier összes       |        | 238           | 19        | 19            | 3             | 24            | 2        | 2               | 0               | 283           | 24       |

2019. május 19-én frissítve.

## Sikerei, díjai
Haladás
- NB I, 3. hely: 2008–09

 Magyar U19-es válogatott
- U19-es Európa-bajnoki bronzérmes: 2008